# Rocha de Sousa
João Manuel Rocha de Sousa (Silves, Silves, 29 de agosto de 1938 — Lisboa, 3 de outubro de 2021), foi um professor, crítico de arte e artista plástico português.
Rocha de Sousa teve um papel de destaque na redefinição do ensino artístico em Portugal, em particular no período posterior ao 25 de Abril de 1974.

## Biografia

Por uma civilização, 1974, óleo e acrílico sobre tela, 110 x 100 cm

Rocha de Sousa diplomou-se em pintura na Escola Superior de Belas-Artes de Lisboa (ESBAL) (1955-1961). Ingressou como docente nessa mesma escola em 1964. Realizou as provas de Agregação nesta instituição em 1970 (modelo da reforma de 1957), passando a Professor Agregado da ESBAL. Já depois da constituição da Faculdade de Belas-Artes da Universidade de Lisboa o seu percurso académico foi consolidado pela realização das provas de Agregação Universitária (1997), onde obteve unanimidade, após o que se reformou.
Dedicou grande empenho à reforma do Estudos Superiores de Arte, sendo importante protagonista na revisão curricular que se seguiu ao 25 de Abril de 1974 e no processo de integração da ESBAL na Universidade de Lisboa que deu origem à Faculdade de Belas-Artes da Universidade de Lisboa. "A sua personalidade humanista, marcou o desenho curricular bahausiano da reforma de 74-76 nas Belas-Artes, contribuindo para criação de novo perfil e competências de gerações  de jovens estudantes, que viria a permitir a integração da Escola Superior de Belas-Artes de Lisboa na Universidade de Lisboa".
Também teve atividade na Universidade Aberta, Lisboa, "onde regeu a unidade curricular de Tecnologia do Vídeo no Mestrado de Comunicação Educacional Multimédia e a de Didáctica da Educação Visual e simultaneamente, como assessor em matérias de ordem artística e similares na mesma Universidade".
Com longa atividade como crítico de arte, ao longo dos anos colaborou em jornais e revistas da especialidade, nomeadamente no Jornal de Letras, Artes e Ideias. Foi membro da Secção Portuguesa da Associação Internacional de Críticos de Arte (A.I.C.A.) e da Academia Nacional de Belas Artes. Pertenceu aos corpos diretivos e técnicos da Sociedade Nacional de Belas Artes (SNBA).
Esteve envolvido em cinema para TV, séries culturais; desenvolveu trabalhos de ensaio nos domínios do cinema e vídeo, alguns integrados em planos de estudo da Universidade Aberta. Desenvolveu pesquisa e publicou inúmeras obras no âmbito da teoria e didática da arte: publicações na UA (Didáctica da Educação Visual) além de «Ver e Tornar Visível», a par de estudos publicados pela C. Imprensa Nacional, pelos livros sobre Luís Dourdil, Pedro Chorão, Eduardo Nery. Publicou um estudo sobre a obra gravada de Teixeira Lopes. Escreveu obras de ficção e de teatro: «Amnésia», «Crónica de Guerra: Angola 1961» (Contexto Editora), «Passos Encobertos» (Figueirinhas), «A Casa Revisitada», e também «A Culpa de Deus» (Tartaruga), possuindo obras em torno da ESBAL, «Coincidências Voluntárias» «A Estrela de Jonas» (teatro), «Nojo aos Velhos».
Realizou uma obra plástica autónoma que foi apresentada em inúmeras mostras individuais e coletivas. Entre as suas exposições individuais destacam-se: Galeria do Diário de Notícias, Lisboa (1967); Galeria Quadrante, Lisboa (1968); Galeria de Arte Moderna, SNBA, Lisboa (1969-1982); Galeria Municipal de Silves (1983); Galeria 111; Museu de Angola; Galeria Municipal de Almada; etc.

## Prémios e homenagens
- Prémio Anunciação 1959[7]
- Em 2 de maio de 2017 foi promovida uma sessão de Homenagem a Rocha de Sousa na FBAUL.[8]